# تشن هايوي
تشن هايوي (مواليد 30 ديسمبر 1994) هو مبارز بالسيف صيني، مثّل بلاده في الألعاب الأولمبية الصيفية 2016.

## روابط خارجية
تشن هايوي على موقع الاتحاد الدولي للمبارزة (الإنجليزية)
- تشن هايوي على موقع أوليمبيديا (الإنجليزية)
- تشن هايوي على موقع اللجنة الأولمبية الصينية (الإنجليزية)